# Decathlon AG2R La Mondiale Development Team
Die Decathlon AG2R La Mondiale Development Team  ist ein französisches Radsportteam mit Sitz in La Motte-Servolex. 

## Organisation und Geschichte
Das Team wurde 2001 unter dem Namen Chambéry Cyclisme Formation (Chambéry CF) gegründet und fuhr als U23-Club-Team ab 2004 in der ersten französischen Division. Das Trainingszentrum des Teams ist einzigartig in Frankreich und Pilotprojekt des französischen Radsportverbandes, das es neben dem Training auch eine akademische Ausbildung bietet. Das Team hat seit Beginn eine enge Partnerschaft mit dem UCI WorldTeam AG2R und einige bekannte Radrennfahrer hervorgebracht, unter anderem Romain Bardet, Pierre Latour, Maxime Bouet, Victor Lafay, Benoît Cosnefroy und Clément Champoussin.
Um die Verbindung zum AG2R Team deutlich zu machen, trat das Team von 2021 bis 2023 als AG2R Citroën U23 Team an. Zur Saison 2024 wurde es  als offizielles Development Team bei der UCI registriert und als UCI Continental Team lizenziert. Nach der ersten Saison als Development Team erhielten sieben der zehn Fahrer zur Saison 2025 einen Vertrag bei einem UCI WorldTeam oder einem UCI ProTeam.

## Saison 2025
Mannschaft
| Teamkader 2025           | Teamkader 2025   | Teamkader 2025 | Teamkader 2025                               |
| Name                     | Geburtsdatum     | Land           | Vorheriges Team                              |
| ------------------------ | ---------------- | -------------- | -------------------------------------------- |
| Ilian Alexandre Barhoumi | 14. Mai 2005     | Schweiz        | Development Team dsm-firmenich PostNL (2024) |
| Arthur Blaise            | 15. März 2005    | Frankreich     | AG2R Citroën U19 Team (2023)                 |
| Louic Boussemaere        | 26. August 2006  | Belgien        | Decathlon AG2R La Mondiale U19 Team (2024)   |
| Louis Chaleil            | 21. Februar 2006 | Frankreich     | Decathlon AG2R La Mondiale U19 Team (2024)   |
| Marius Innhaug Dahl      | 19. Mai 2006     | Norwegen       | Decathlon AG2R La Mondiale U19 Team (2024)   |
| Matthew Greenwood        | 7. Februar 2003  | Australien     | Team BridgeLane (2024)                       |
| Kasper Haugland          | 27. März 2005    | Norwegen       | Lillehammer CK Continental Team (2024)       |
| Antoine L’Hote           | 27. Mai 2005     | Frankreich     | AG2R Citroën U19 Team (2023)                 |
| Luis-Joe Lührs           | 20. Januar 2003  | Deutschland    | Red Bull-Bora-Hansgrohe (2024)               |
| Pelle Køster             | 25. April 2003   | Dänemark       | ColoQuick (2024)                             |
| Daniel Weis Nielsen      | 17. Juli 2005    | Dänemark       | CeramicSpeed Herning CK Junior (2023)        |
| Aubin Sparfel            | 3. Mai 2006      | Frankreich     | Decathlon AG2R La Mondiale U19 Team (2024)   |
|                          |                  |                |                                              |
| Quelle: ProCyclingStats  |                  |                |                                              |

Erfolge
| Siege | Siege  | Siege | Siege  | Siege  | Siege |
| Datum | Rennen | Staat | Klasse | Sieger |       |
| ----- | ------ | ----- | ------ | ------ | ----- |

## Erfolge als UCI Continental Team
| Rennserie                 | 2024 |
| ------------------------- | ---- |
| UCI ProSeries             | -    |
| UCI Continental Circuits  | 9    |
| nationale Meisterschaften | 2    |

## Platzierungen in der UCI-Weltrangliste
| World Ranking | World Ranking | World Ranking       | World Ranking |
| Jahr          | Teamwertung   | Einzelwertung       |               |
| ------------- | ------------- | ------------------- | ------------- |
| 2024          | 46.           | Noa Isidore (348. ) |               |
|               |               |                     |               |
| Quelle: UCI   |               |                     |               |